# Нейтик
Нейтик (на английски: Natick, [neɪtɪk]) е град в окръг Мидълсекс, Масачузетс, Съединени американски щати. Намира се на 25 km от центъра на Бостън и е част от агломерацията Голям Бостън. Населението му е около 32 000 души (2000).
Нейтик е основан през 1651 от мисионера Джон Елиът, който със субсидии от английския парламент заселва там покръстени индианци вампаноаг. Нейтик е първото от поредица такива селища, разположени около Бостън, за да подобрят защитата на града. По време на Войната на крал Филип индианците от Нейтик са евакуирани на остров Диър, където много от тях умират от болести и студ. Имуществото на оцелелите е унищожено и те са принудени да продават земите си, като до 1725 напълно се изселват от града. Нейтик става предимно земеделско средище, като е обявен за град през 1781. През втората половина на 19 век там са построени няколко обувни фабрики, като през 1880 градът достига трето място в страната по брой произведени обувки.

## Други
- В Нейтик умира писателят Хорейшо Алджър (1832-1899)